# Кочевые муравьи

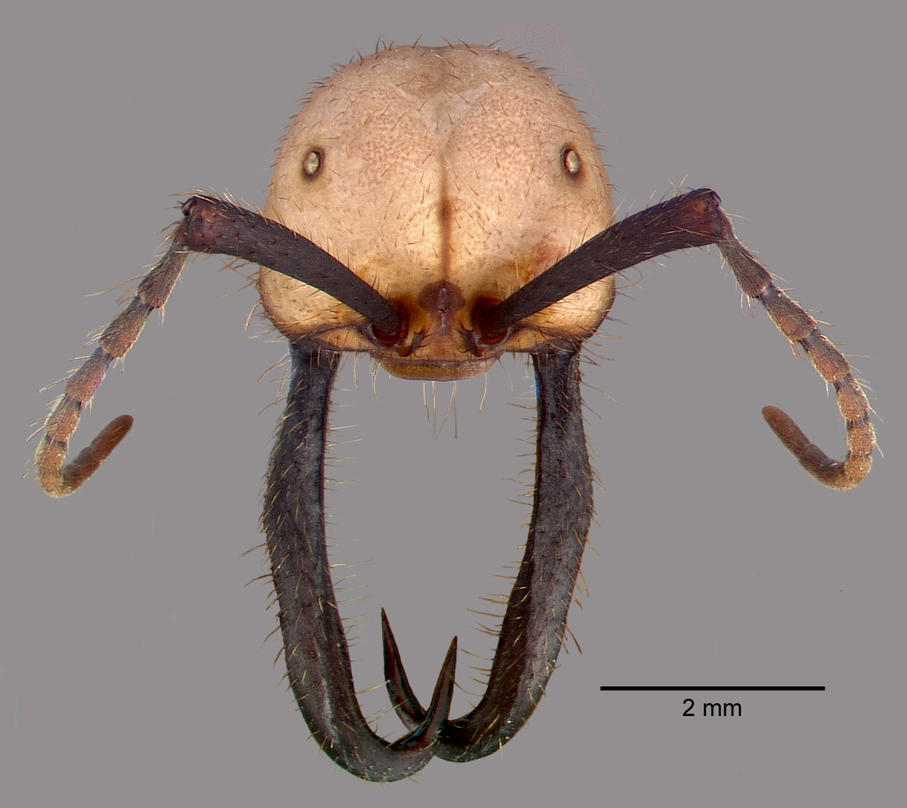
Голова солдата Eciton burchellii

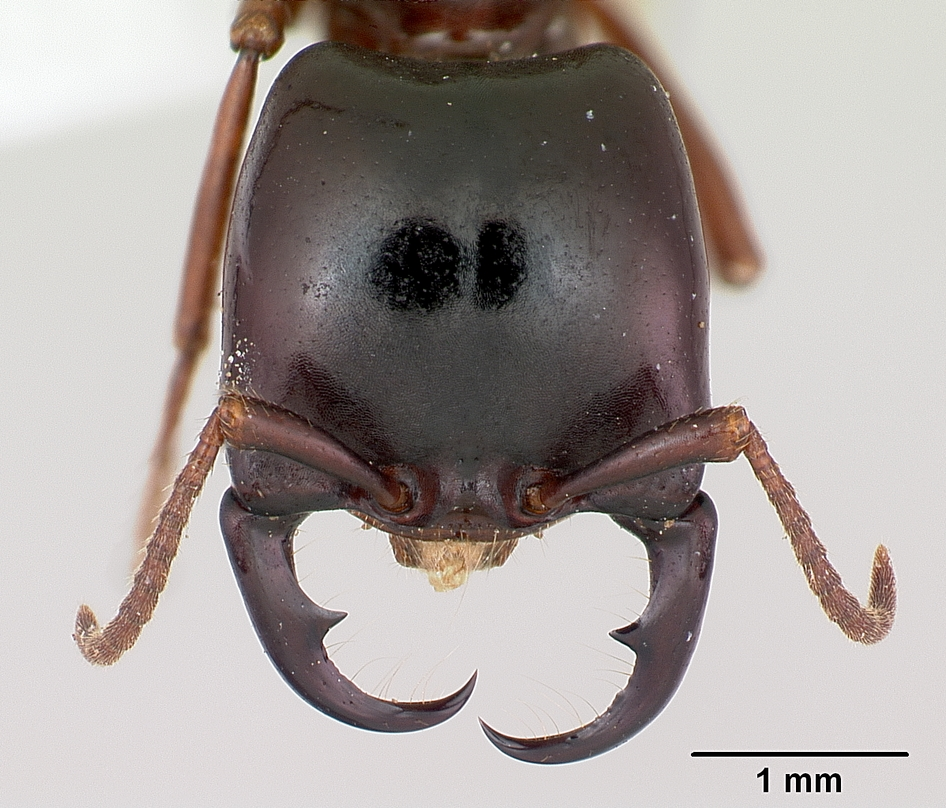
Челюсти и голова солдата Dorylus

Цикл развития кочевых муравьёв Eciton burchellii и их касты.

Кочевые муравьи — несколько родственных и неродственных групп муравьёв, обладающих конвергентным сходством в своём поведении и строении. Обладают так называемым «Синдромом муравьёв-кочевников» («Army Ant Syndrome»; Brady, 2003).

## Описание
Основное отличие кочевых муравьёв — это регулярные миграции. Они главным образом свойственны только для бродячих муравьёв подсемейств Dorylinae и Ecitoninae, обитающих соответственно в тропиках Африки и Центральной и Южной Америки.
Наиболее крупные колонии отмечены у африканского вида Dorylus wilverthi, которые насчитывают до 22 млн особей, а матки достигают рекордных для муравьёв размеров (до 5 см во время массовой яйцекладки на стоянках). Скорость передвижения колонны достигает около 20 метров в час, а сама кочёвка длится несколько дней, стоянка — от недели до трёх месяцев. На протяжении оседлой фазы муравьи обитают в гнёздах, находящихся под землёй, откуда ежедневно высылаются отряды фуражиров.
У американских бродячих муравьёв рода Eciton, оседлая и кочевая фазы чередуются — каждая из них длится по 2—3 недели. Их смена определяется репродуктивным циклом. После остановки колонны муравьёв в яичниках царицы начинают образовываться яйца. За несколько дней в оседлой фазе на бивуаке она откладывает 100—300 тысяч яиц, из которых к концу данной фазы вылупляются личинки, а затем вслед за ними из коконов предыдущего репродуктивного цикла выходят имаго. После этого колония активизирует ежедневную фуражировку и выдвигается в новую миграцию, продолжающуюся до тех пор, пока не будут выкормлены все личинки. Когда они переходят в стадию окукливания, движение колонны муравьёв замедляется, и она переходит к оседлой фазе.
Мигрируя, муравьи передвигаются в светлое время суток, преодолевая 100—300 метров за час. Передвигаются муравьи колонной, состоящей из «головы» шириной 10—15 метров при длине 1—2 метра[уточнить] и сужающегося хвоста, который может растягиваться до 45 метров. Солдаты, выполняющие защитную функцию, концентрируются преимущественно по периферии колонны, а мелкие рабочие особи, переносящие в мандибулах расплод, ловящие и перетаскивающие добычу — в её внутренней части. На ночь колонны останавливаются и примерно 150—700 тысяч особей рабочих муравьёв сцепляются между собой при помощи коготков на лапках, образуя «живое гнездо» диаметром до 1 метра, принимающее цилиндрическую или яйцевидную форму. В центре гнезда располагается царица и расплод.
С каждым видом кочевых муравьёв ассоциировано множество различных мирмекофилов, часто весьма узкоспециализированных. Например, муравьи переносят с собой клещей Larvamima (Larvamimidae), так как те формой своего тела напоминают мелких личинок муравьёв.

## Настоящие кочевые муравьи
Ранее в подсемейство Dorylinae включали всех настоящих муравьёв-кочевников, в том числе все виды из Америки из ныне отдельного подсемейства Ecitoninae (до 1973 года) и группу Aenictinae из Старого Света (до 1990 года). Не имеют собственных гнёзд, регулярно колоннами массово перемещаются с места на место, перенося с собой своих личинок. Вместо постоянных гнёзд образуют временные гнезда-бивуаки, созданные из сцепленных друг с другом тел рабочих. Численность семей составляет от 100 000 особей до 20 млн муравьёв. К ним относятся одни из самых крупных муравьёв на Земле: самцы из африканского рода Dorylus могут достигать длины до 3 см, а матки (королевы) в оседлую фазу в момент созревания яиц имеют сильно увеличенное брюшко и общую длину до 5 см.
- Aenictinae (Азия, Австралия, Африка) — 1 род Aenictus, около 110 видов.
- Dorylinae (Африка, Азия) — 1 род Dorylus, около 60 видов.
- Ecitoninae (Америка) — 5 родов (Eciton), около 150 видов.

## Другие кочевые муравьи
- Aenictogitoninae — Aenictogiton, 7 видов.
- Cerapachyinae — 5 родов (Cerapachys), около 220 видов.
- Leptanilloidinae — около 10 видов.
- Некоторые виды и роды Ponerinae, например, Leptogenys distinguenda, Simopelta
- Некоторые Amblyoponinae, например, Onychomyrmex
- Среди Myrmicinae отмечено у Pheidologeton (Pheidologeton diversus)

## Влияние на культуру
- 1976 — «Эцитоны Бурчелли» — телеспектакль по мотивам одноимённой пьесы Сергея Михалкова [www.kino-teatr.ru/teatr/movie/10523/annot/].
- 1978 — Удалов В. Марабунта. В сб. На суше и на море: Антология. М.: Мысль, 1978. С. 421—425.
- 1994 — «Army Ants» — песня рок-группы Stone Temple Pilots из альбома «Purple».
- 1998 — Legion of Fire: Killer Ants! (он же Marabunta) — телефильм ужасов, вышедший на канале Fox TV.
- 2005 — «Марабунта» (Marabunta, он же Legion of Fire: Killer Ants!) — фильм ужасов о муравьях-людоедах, изданный в ФРГ на DVD.

На центрально-американском диалекте испанского языка кочевые муравьи именуются «марабунта», в неформальном сленге сокращение «мара» означает «банда». Одна из известнейших банд Латинской Америки Mara Salvatrucha, «банда сальвадорцев», или «бригада сальвадорских кочевых муравьёв» («Сальвадорские бродячие муравьи»), её название подразумевает отсылку к этим муравьям и их многочисленности, а также к тому, что многие члены банды были раньше мигрантами, подобно этим муравьям.